# Тиострептон
Тиострептон представляет собой природный циклический олигопептидный антибиотик класса тиопептидов, полученный из нескольких штаммов стрептомицетов, таких как Streptomyces azureus и Streptomyces laurentii. Тиострептон — натуральный продукт класса рибосомально синтезированных и посттрансляционно модифицированных пептидов (RiPP).

## Ингибитор рибосом
Тиострептон, подавляя функционирование большой 50S субъединицы рибосомы, ингибирует синтез рибосомами бактериальных белков. Помимо этого было обнаружено, что тиострептон ингибирует как химотрипсиновую, так и каспазоподобную активность 20S протеасом человека благодаря чему вызывает немедленную гибель малярийных паразитов.
Такое двойное действие тиострептона снижает риск развития резистентности и, таким образом, делает его привлекательным противомалярийным препаратом.

## Применение
Тиострептон применялся в ветеринарии при маститах, вызванных грамотрицательными микроорганизмами, и при дерматологических заболеваниях. Он в основном используется в комплексных мазях, содержащих неомицин, нистатин, тиострептон и топические стероиды. Он также активен в отношении грамположительных бактерий. Примечательно, что мази для человека содержат неомицин, нистатин и стероиды для местного применения, но не содержат тиострептон.
К тиострептону очень чувствителен возбудитель гонореи Neisseria gonorrhoeae в условиях in vitro, при этом, в отличие от других антибиотиков, он не вызывает толерантности или стойкости.
Сообщалось о том, что тиострептон проявляет активность против клеток рака молочной железы за счёт нацеливания на фактор транскрипции forkhead box M1 (FOXM1)  Также было показано, что он позволяет обойти приобретённую резистентность к цисплатину в клетках рака молочной железы в условиях in vitro.
Тиострептон используется в молекулярной биологии в качестве реагента как для положительного, так и для отрицательного отбора генов, участвующих в метаболизме нуклеотидов.
Тиострептон также продемонстрировал перспективность лечения остеопороза на животных моделях, поскольку он может ингибировать необычные клетки-предшественники остеокластов.
Антибиотик тиострептон был идентифицирован как средство, устраняющее инсулинорезистентность. Последующая проверка in vivo инсулинорезистентных мышц мышей и индуцированных пальмитатом инсулинорезистентных мышечных трубок продемонстрировала мощное восстановление действия инсулина, возможно, за счёт усиления гликолиза из-за ослабления митохондриального окислительного фосфорилирования тиострептоном.